# Jarosław Stróżyk
Jarosław Piotr Stróżyk (ur. 16 stycznia 1969) – polski żołnierz, funkcjonariusz wojskowych służb specjalnych i dyplomata, generał brygady Sił Zbrojnych Rzeczypospolitej Polskiej, doktor nauk o bezpieczeństwie. W latach 2023–2024 p.o. szefa, a od 2024 szef Służby Kontrwywiadu Wojskowego.

## Życiorys
Jako podchorąży w 1987 rozpoczął służbę wojskową w Siłach Zbrojnych Polskiej Rzeczypospolitej Ludowej.
Absolwent Wyższej Szkoły Oficerskiej Wojsk Zmechanizowanych (1991) oraz Wyższej Szkoły Humanistycznej (2002). Odbył studia podyplomowe w zakresie integracji europejskiej w Akademii Obrony Narodowej oraz zaawansowany kurs oficerów zmechanizowanych w Centrum Szkolenia Wojsk Lądowych w amerykańskiej bazie wojskowej Fort Benning. W 2019 na Uniwersytecie Przyrodniczo-Humanistycznym w Siedlcach uzyskał stopień doktora w zakresie nauk o bezpieczeństwie na podstawie napisanej pod kierunkiem Mirosława Minkiny pracy pt. Współczesna międzynarodowa współpraca wywiadowcza. Został też adiunktem w Instytucie Studiów Międzynarodowych Uniwersytetu Wrocławskiego.
Pełnił służbę w Wojskowych Służbach Informacyjnych i w Służbie Wywiadu Wojskowego.
W kwietniu 2010 wybrany na stanowisko zastępcy dyrektora Zarządu Wywiadu Międzynarodowego Sztabu Wojskowego Organizacji Traktatu Północnoatlantyckiego. Funkcję tę objął we wrześniu 2010, służąc na stanowisku koordynującym działania wywiadów sił zbrojnych państw członkowskich. W 2011 awansowany na generała brygady SWW.
We wrześniu 2013 został wyznaczony na stanowisko attaché obrony w Ambasadzie RP w Waszyngtonie. Odwołano go z niego w styczniu 2016. 31 stycznia 2016 zakończył zawodową służbę wojskową, przechodząc do rezerwy.
W latach 2017–2023 związany z Fundacją Stratpoints, objął funkcję jej wiceprezesa. W grudniu 2023 powierzono mu pełnienie obowiązków szefa Służby Kontrwywiadu Wojskowego. W marcu 2024 został powołany na szefa tej służby. W maju tego samego roku Donald Tusk powołał go na przewodniczącego rządowej Komisji do spraw badania wpływów rosyjskich i białoruskich na bezpieczeństwo wewnętrzne i interesy Rzeczypospolitej Polskiej w latach 2004–2024.

## Awanse generalskie
- generał brygady SWW – 9 sierpnia 2011[8]

## Odznaczenia
- Odznaka Honorowa SKW im. Mariana Rejewskiego – 2024[16]